# LP 944-020

Sternbild Chemischer Ofen

LP 944-20 ist ein schwacher Brauner Zwerg der Spektralklasse M9, der etwa 21 Lichtjahre vom Sonnensystem entfernt im Sternbild Chemischer Ofen  liegt. Mit einer visuellen scheinbaren Helligkeit von 18,69 hat er eine der schwächsten visuellen Helligkeiten, die auf der RECONS-Seite aufgeführt sind.

## Physikalische Merkmale
Aufgrund seiner kurzen Rotationsperiode zeigt dieser junge Braune Zwerg starke und häufige Röntgeneruptionen und besitzt ein starkes Magnetfeld, das auf der Ebene der Photosphäre 135 G erreicht. Am 15. Dezember 1999 wurde ein Röntgenflare entdeckt. Am 27. Juli 2000 entdeckte ein Studententeam am Very Large Array die Radioemission dieses Braunen Zwergs (im Flare und in der Ruhephase).
Im Jahr 2007 veröffentlichte Beobachtungen zeigten, dass die Atmosphäre von LP 944-20 viel Lithium enthält und Staubwolken aufweist.